# Gelderse Tramwegen

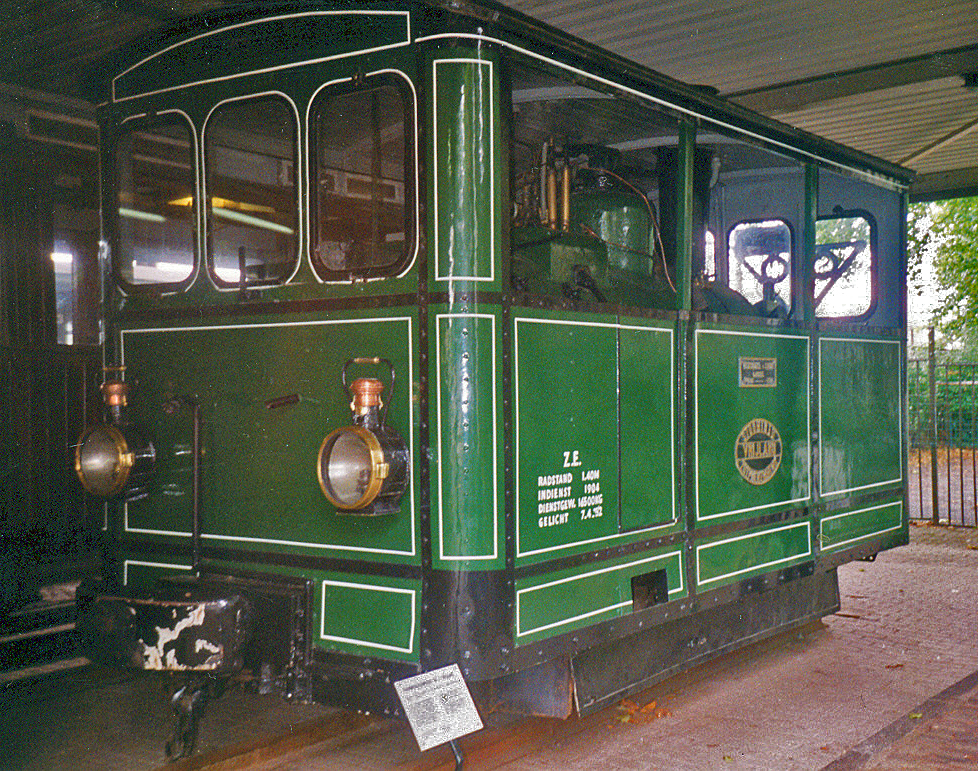
Tramloc 'Vrijland' van de ZE die tot 1957 in gebruik was bij de GTW.

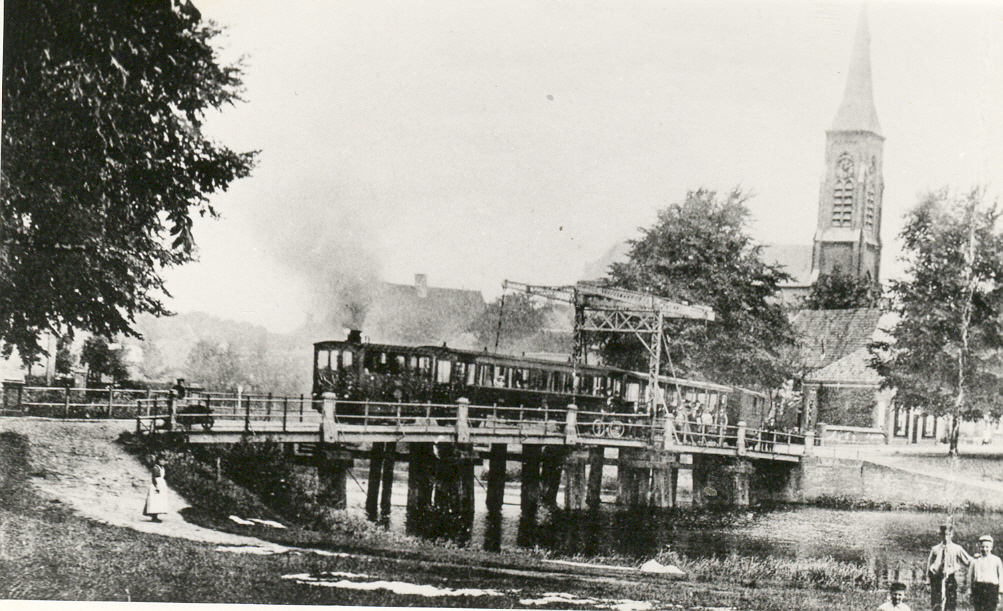
Stoomtram op de brug over de Oude IJssel bij Doetinchem.

De Gelderse Tramwegen (GTW) te Doetinchem was een Nederlandse tramweg- en autobusmaatschappij, die tussen 1934 en 1957 een aantal tramlijnen exploiteerde waarmee de Gelderse Achterhoek werd ontsloten. Van 1934 tot 1977 exploiteerde de GTW (ook) met bussen het streekvervoer in de Achterhoek en de oostelijke Betuwe.

## Geschiedenis
De achtergrond van de oprichting was het feit dat een interlokale tramlijn goedkoper was in aanleg en exploitatie dan een spoorlijn, die aan meer wettelijke bepalingen moest voldoen. De maatschappij kwam voort uit de in 1881 opgerichte Geldersche Stoomtramweg Maatschappij (GSTM), die aanvankelijk alleen op de tramlijn Arnhem - Isselburg-Anholt (Duitsland) reed. In de loop der tijd was de exploitatie van de andere stoomtramlijnen in de Achterhoek (van de ZE, GWTM, TMDG en GOSM) en de Betuwe (BSM) ook bij de GSTM terechtgekomen, omdat deze stoomtrammaatschappijen het hoofd niet meer zelfstandig boven water konden houden. Een van de overgenomen maatschappijen was de in 1907 opgerichte Tramweg-Maatschappij Zutphen-Emmerik (ZE), die onder meer Zutphen, Dieren, Doesburg, Doetinchem en Emmerik (vanaf 1926 ook Deventer) met elkaar verbond. 
In 1934 werd de naam gewijzigd in Gelderse Tramwegen (GTW). Na de Tweede Wereldoorlog ontwikkelde het bedrijf zich als streekbusonderneming annex touringcarbedrijf, terwijl ook een aanzienlijk goederenvervoer over de weg werd verricht. Het streekvervoergebied bestond niet alleen uit de Achterhoek (inclusief enkele lijndiensten tot in Duitsland), maar ook uit het oostelijke deel van de Betuwe op een gezamenlijke concessie met de NS-dochteronderneming Velox, later BSM.
In 1971 moest de naamloze vennootschap GTW gesplitst worden in drie bv's: GTW Expeditie en Transport, GTW Reizen en GTW Streekvervoer, omdat de rijksoverheid, die het openbaar vervoer subsidieerde, deze voorwaarde stelde. In 1977 werd het onderdeel GTW Streekvervoer verkocht aan de Nederlandse Spoorwegen, die het de naam Gelderse Streekvervoer Maatschappij (GSM) gaf. De andere GTW-onderdelen gingen zelfstandig verder.
De aandelen GSM gingen in 1989 over van NS naar Verenigd Streekvervoer Nederland. In 1993 fuseerde de GSM met het verzelfstandigde Gemeente Vervoerbedrijf Arnhem (GVA) tot de Gelderse Vervoer Maatschappij (GVM), die in 1997 opging in het bedrijf Oostnet.
In 1999 is dén Geldersen of dén Tram onderdeel van Syntus geworden, dat tot 2010 met lighttrainmaterieel een aantal spoorlijnen onderhield, waaronder Arnhem – Winterswijk en Zutphen – Winterswijk, in combinatie met het streekvervoer. In december 2010 heeft Arriva Personenvervoer Nederland het vervoer in de Achterhoek overgenomen. In de oostelijke Betuwe is Connexxion-dochter Hermes actief onder de merknaam Breng.  

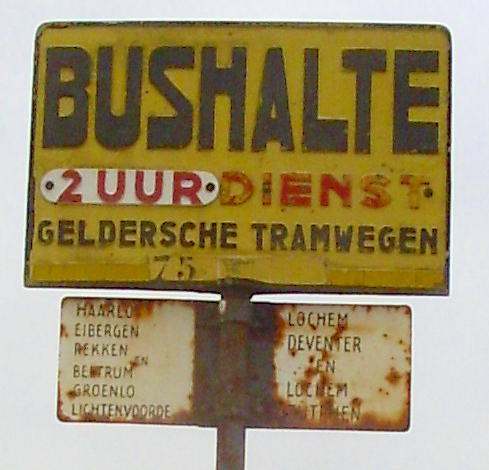
Bushalte van de GTW nabij Borculo
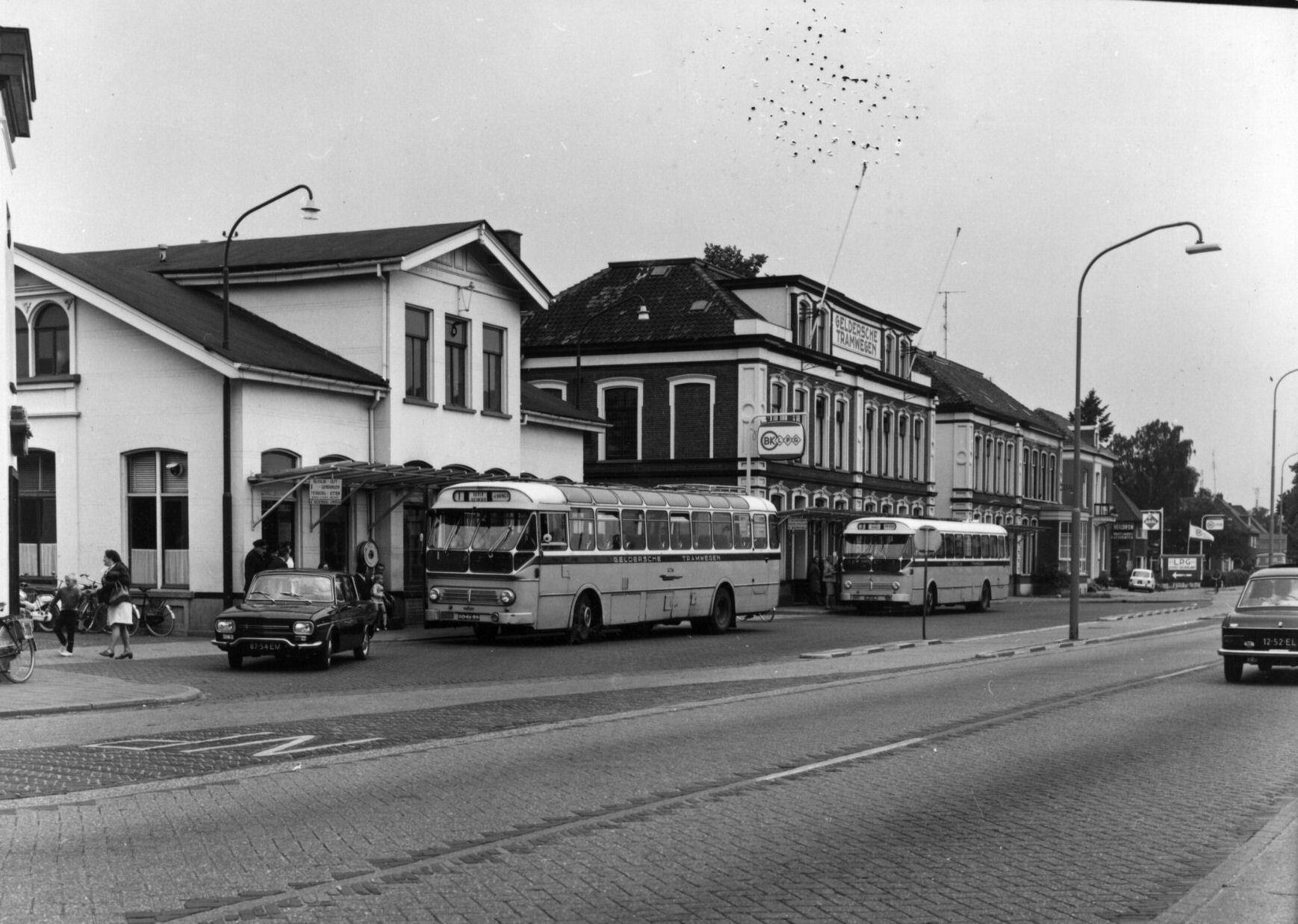
GTW-bussen bij het hoofdkantoor te Doetinchem, omstreeks 1970
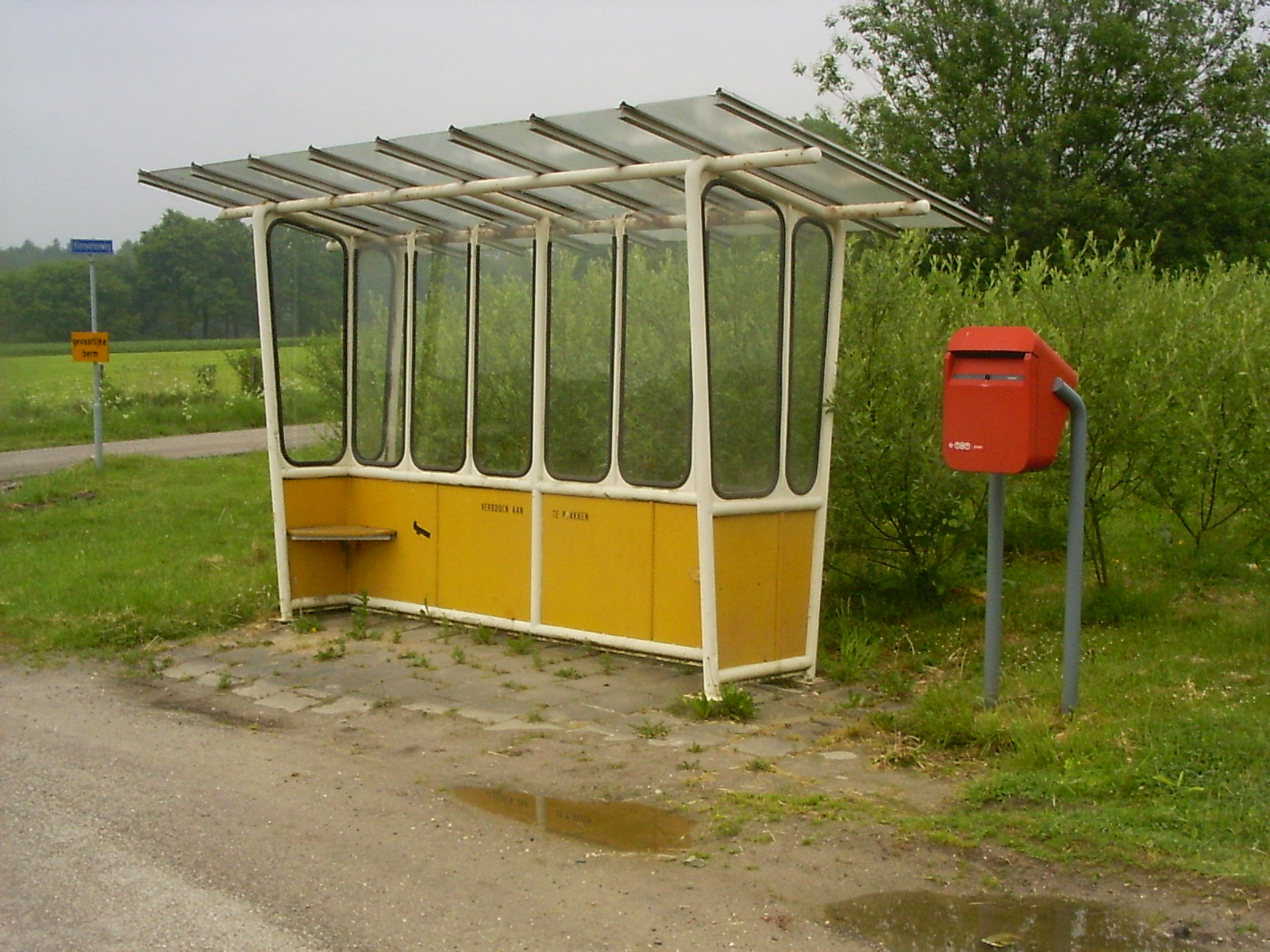
Een typerende GTW-abri zoals die in het hele vervoergebied te vinden was
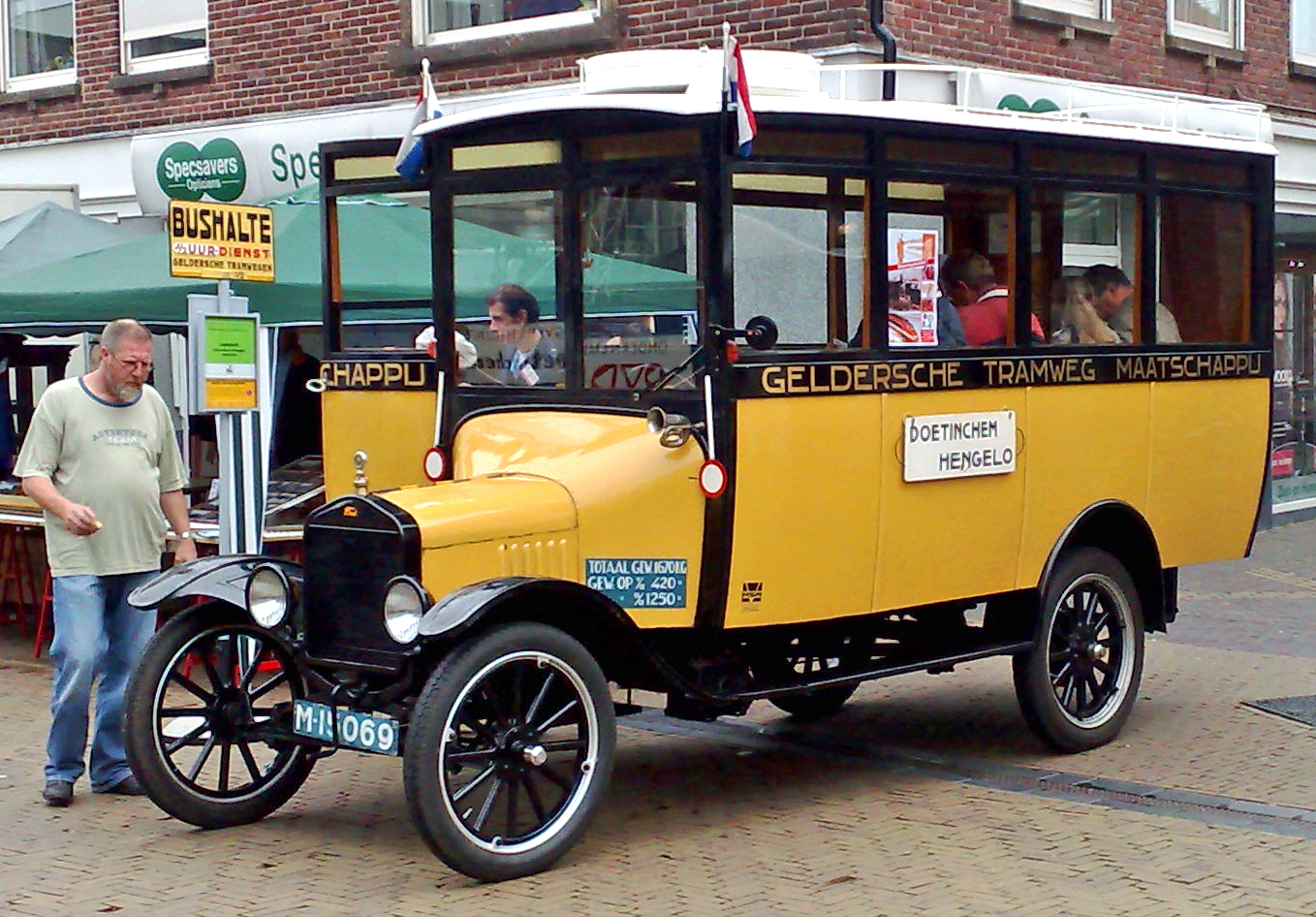
GTW T-Ford tijdens Stoomweekend
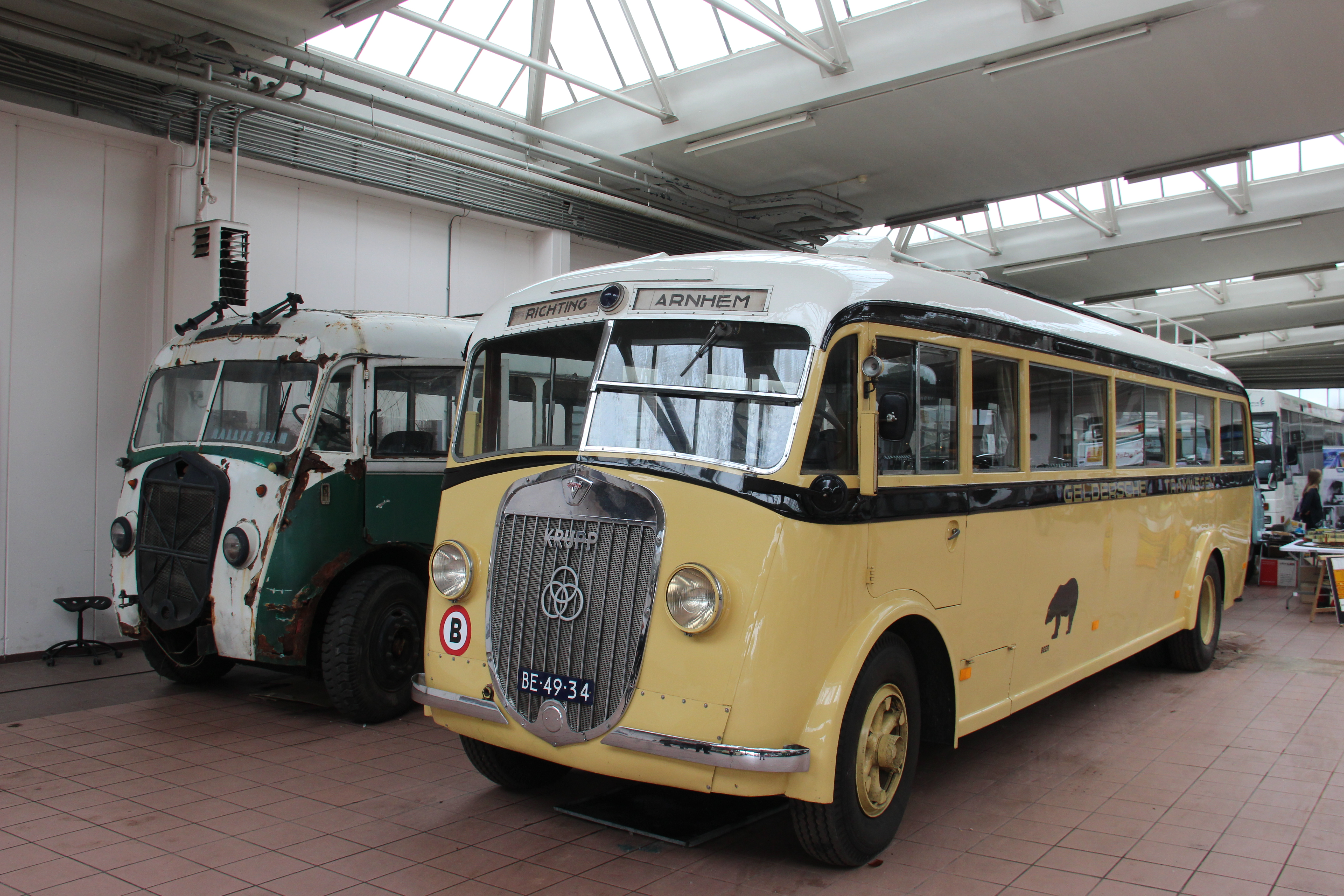
Twee bewaarde GTW bussen, links GTW 106 en rechts GTW 119

## Trivia
- "De onderzeeër" was bij de GTW de bijnaam van een machinist die in 1924 bij Doesburg op de schipbrug een bocht verkeerd nam en met zijn tram in de IJssel belandde. Hij kwam er zonder kleerscheuren vanaf, maar moest dit verhaal nog jaren horen.
- Het voormalige archief van de Geldersche Tramwegen is in beheer bij Museum het GOLS-station te Winterswijk.
- Onder de naam Microdienst verzorgde de GTW het stadsvervoer in de Overijsselse stad Deventer.